# C/2007 Q3 (Siding Spring)
C/2007 Q3 (Siding Spring) ist ein Komet, der in Europa in den Jahren 2009 und 2010 nur mit optischen Hilfsmitteln beobachtet werden konnte.

## Entdeckung und Beobachtung
Der Komet wurde von D. Burton am Siding-Spring-Observatorium in New South Wales im Rahmen des Siding Spring Survey entdeckt. Das Objekt war zum Zeitpunkt seiner Entdeckung noch über 7,6 AE von der Sonne entfernt und nicht eindeutig als Komet zu erkennen. Dies gelang erst nach weiteren Aufnahmen in den nächsten Tagen, weshalb der Komet nicht nach seiner Entdeckerin benannt wurde.
Bei seiner Entdeckung am Südhimmel besaß der Komet eine Helligkeit von 18 mag. Er war danach für länger als zwei Jahre nur von der Südhalbkugel aus zu beobachten. Ab Oktober 2009 konnte der Komet dann auf der Nordhalbkugel bei einer Helligkeit von etwa 9–10 mag in der Morgendämmerung aufgefunden werden. Der Komet bewegte sich weiter nach Norden und konnte bis Ende des Jahres schon ab Mitternacht beobachtet werden. Im Laufe der ersten Hälfte des Jahres 2010 sank die Helligkeit wieder bis auf etwa 14 mag ab, der Komet konnte aber noch bis September 2011 beobachtet werden.

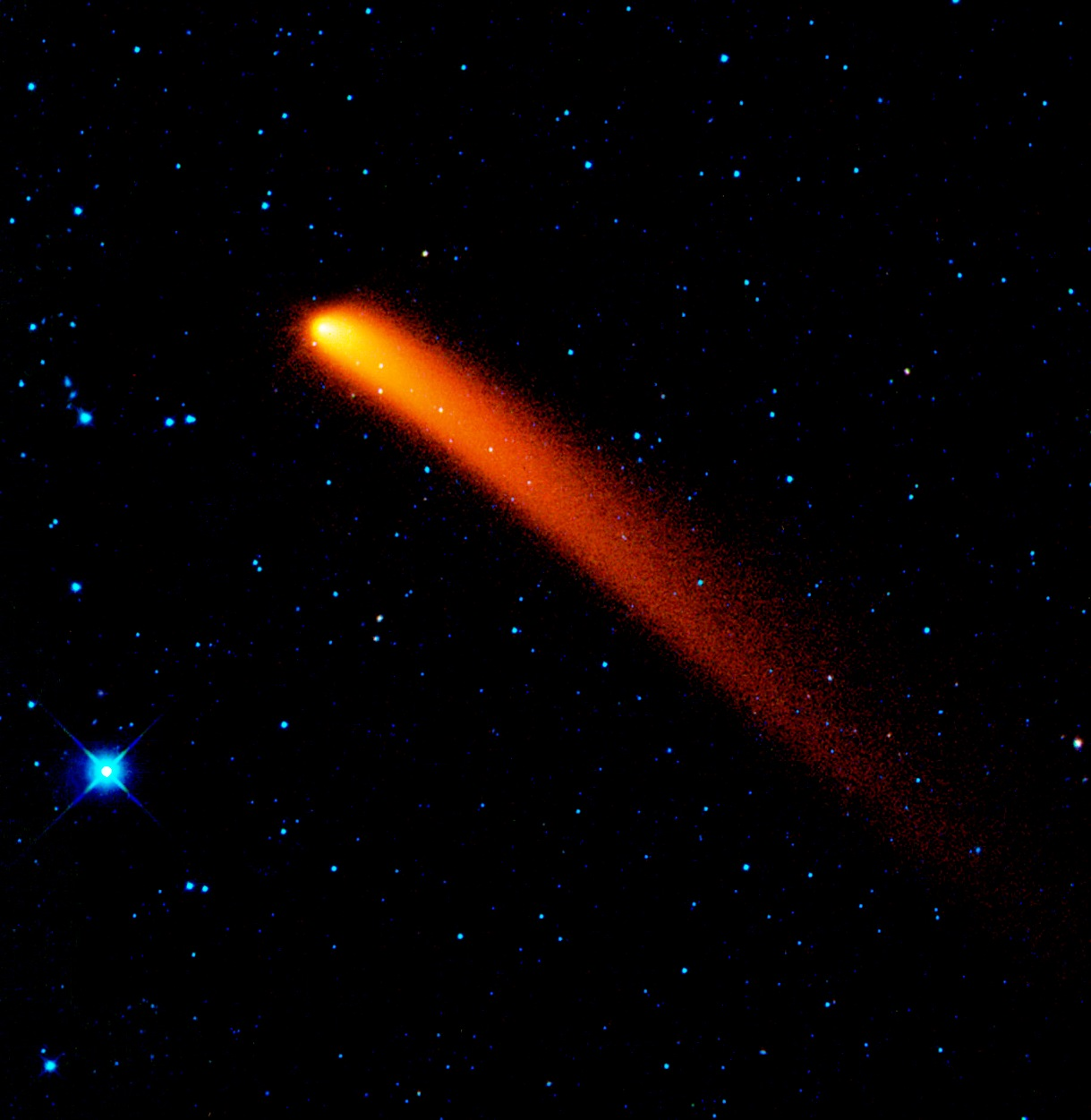
WISE-Infrarotbild von C/2007 Q3 am 10. Januar 2010 (Falschfarbendarstellung)

Am 13. März 2010 konnte auf einer Aufnahme festgestellt werden, dass sich ein größeres Bruchstück zusammen mit einem kleineren Fragment vom Hauptkörper des Kometen gelöst hatte. Weitere Aufnahmen an den folgenden Tagen konnten das größere Bruchstück B ebenfalls bestätigen, es war etwa 40-mal schwächer als die Hauptkomponente A. Bis zum 12. April konnten keine Spuren des Bruchstücks mehr festgestellt werden, offenbar hatte es sich aufgelöst.

## Wissenschaftliche Auswertung
Mit dem ARC Échelle-Spektrometer am Apache-Point-Observatorium in New Mexico konnte eine „verbotene“ Spektrallinie des Sauerstoffs im Licht des Kometen bei einem Sonnenabstand von etwa 3 AE beobachtet werden und daraus Produktionsraten von Kohlenstoffdioxid und Wasser bei diesem Sonnenabstand abgeleitet werden.
Im Rahmen der Inbetriebnahme des Weltraumteleskops WISE im Januar 2010 wurde eine Reihe von Aufnahmen gemacht, darunter auch eine Infrarotaufnahme des Kometen C/2007 Q3 (Siding Spring).

## Umlaufbahn
Für den Kometen konnte aus 1333 Beobachtungsdaten über einen Zeitraum von vier Jahren eine temporär hyperbolische Umlaufbahn bestimmt werden, die um rund 66° gegen die Ekliptik geneigt ist. Die Bahn des Kometen verläuft damit steil angestellt gegen die Bahnebenen der Planeten. Im sonnennächsten Punkt (Perihel), den der Komet am 7. Oktober 2009 durchlaufen hat, war er noch etwa 336,8 Mio. km von der Sonne entfernt und befand sich damit im Bereich des Asteroidengürtels zwischen den Umlaufbahnen von Mars und Jupiter. Er kam auf seiner Bahn keinem der äußeren oder inneren Planeten merklich nahe:
| Datum             | Planet     | Min. Abstand (in AE) |
| ----------------- | ---------- | -------------------- |
| August 2003       | Uranus     | 14,1                 |
| 6. Juni 2009      | Jupiter    | 7,3                  |
| 8. August 2009    | (2) Pallas | 0,92                 |
| 13. November 2009 | Saturn     | 7,4                  |
| 2. Februar 2010   | Erde       | 2,19                 |
| 7. Mai 2010       | Jupiter    | 7,1                  |

Die größte Annäherung an die Erde entspricht einer Entfernung von etwa 328,1 Mio. km.
Nach den Bahnelementen, wie sie in der JPL Small-Body Database angegeben sind und die keine nicht-gravitativen Kräfte auf den Kometen berücksichtigen, hätte seine Bahn vor seiner Annäherung an das innere Sonnensystem noch eine elliptische Charakteristik besessen mit einer Exzentrizität von etwa 0,99994 und einer Großen Halbachse von etwa 36.000 AE, so dass seine Umlaufzeit bei etwa 7 Mio. Jahren gelegen hätte. Durch die Anziehungskraft der Planeten würde zukünftig seine Bahnexzentrizität auf etwa 0,99970 und seine Große Halbachse auf etwa 7600 AE verringert, so dass die Umlaufzeit etwa 660.000 Jahre betragen würde.
In einer Untersuchung aus dem Jahr 2013 konnten Królikowska und Dybczyński jedoch zeigen, dass dieser Komet in einer besonderen Weise behandelt werden sollte. Die beste Übereinstimmung mit den beobachteten Positionen des Kometen erhielten sie durch eine rein gravitative Bahnbestimmung und durch eine getrennte Auswertung der Beobachtungsergebnisse vor und nach dem Periheldurchgang. Sie verwendeten dazu zunächst 568 Beobachtungen zur Bestimmung eines Satzes Bahnelemente zur Beschreibung der Kometenbahn bis zum Perihel. Da einige Monate nach dem Periheldurchgang des Kometen beobachtet werden konnte, wie sich ein größeres Bruchstück von ihm löste, was auch die Bahn des Hauptkörpers beeinflusste, zogen sie die Beobachtungen während dieses Zeitraums nicht in Betracht, sondern verwendeten zur Bestimmung eines Satzes Bahnelemente zur Beschreibung der Kometenbahn nach dem Perihel nur 177 Beobachtungen ab Juni 2010. Außerdem bestimmten sie Werte für die ursprüngliche und zukünftige Bahnform lange vor bzw. nach dem Durchgang durch das innere Sonnensystem. In einer weiteren Untersuchung von 2015 konnten sie durch eine Simulation der Kometendynamik mit statistischen Verfahren unter zusätzlicher Berücksichtigung der Anziehungskräfte der galaktischen Scheibe und des galaktischen Zentrums, sowie gravitativ störender Sterne in der Sonnenumgebung, die Daten noch etwas optimieren, allerdings hatten diese zusätzlichen Effekte nur einen sehr geringen Einfluss.
In einer Untersuchung aus dem Jahr 2020 revidierte M. Królikowska ihre Bahnbestimmung noch einmal, indem sie 1352 Beobachtungsdaten aus dem gesamten Beobachtungszeitraum verwendete (Modell „n9“) und um das Perihel herum asymmetrische nicht-gravitative Kräfte auf den Kometen berücksichtigte. Darüber hinaus berechnete sie weitere gravitative und nicht-gravitative Datensätze, die nur auf die Bahn vor bzw. nach dem Periheldurchgang anwendbar sind. Demnach bewegte sich der Komet ursprünglich auf einer elliptischen Bahn mit einer Exzentrizität von 0,99991 und einer Großen Halbachse von etwa 24.000 AE mit einer Umlaufzeit in der Größenordnung von 3,7 Mio. Jahren. Es handelte sich definitiv um einen „dynamisch neuen“ Kometen, er kam also erstmals in Sonnennähe. Für die zukünftige Bahn fand sie eine Exzentrizität von 0,99973 und eine Große Halbachse von 8200 AE mit einer Umlaufzeit von etwa 750.000 Jahren.